# Caramy
Caramy – rzeka we Francji, przepływająca przez teren departamentu Var, o długości 44 km. Stanowi dopływ rzeki Argens.